# June Smith
June Smith (* als June Robinson am 9. Juni 1930 in Edinburgh; † 6. Mai 2016) war eine britisch-australische Jazzsängerin, Trompeterin und Musikpädagogin, die (wie ihr Mann Lew) eine Schlüsselstelle in der Musikszene von Perth innehatte.

## Leben und Wirken
June Robinson war die Tochter einer Sängerin und Pianistin; ihr Vater spielte Saxophon. Ihre Karriere begann sie mit 16 Jahren als Trompeterin und Vokalistin in der Mädchenband von Blanche Coleman. Drei Jahre später wurde sie Mitglied im Orchester von Ivy Benson, mit der sie in britischen Music-Halls und in Übersee in der Truppenunterhaltung auftrat. 1951 lernte sie in Yorkshire den Holzbläser Lew Smith kennen, den sie ein Jahr später heiratete.  1955 spielte das Paar im Denny Boyce Orchestra. 1961 wanderten sie nach Australien aus.
In Melbourne war June Smith bald darauf Sängerin in der Rockband Maximum Load, die mit Riding Through the Dandenong Ranges einen lokalen Hit hatte. 1974 zog das Paar nach Perth; dort trat June Smith auch im Radio auf, ferner mit dem WA Symphony Orchestra. Sie war außerdem Mitglied der Jazz Divas um Helen Matthews und gründete in späteren Jahren mit ihrem Mann die Formation June Smith and the Apple Band. 1992 gründete sie den Club Jazz Fremantle.
2005 wurde sie von Perth Jazz Society mit einem Preis für ihr Lebenswerk ausgezeichnet. Sie trat noch bis 2013 auf. Im Bereich des Jazz war sie zwischen 1984 und 2005 an vier Aufnahmesessions beteiligt, u. a. mit den Swan City Jazzmen, dem Elysian Fields Orchestra und der Lazy River Jazz Band.